# الرابطة البرلمانية 1990–91
الرابطة البرلمانية 1990–91 (بالإنجليزية: 1990–91 Isthmian League)‏ هو موسم من دوري إسثميان. فاز فيه Redbridge Forest F.C. ‏.